# Celina Degen
Celina Degen (Graz, 16 mei 2001) is een Oostenrijks voetbalspeelster. Ze speelt als middenvelder voor 1. FC Köln in de Bundesliga.

## Clubcarrière
Degen begon in 2006 met voetballen bij FV Fernitz. In 2011 stapte ze over naar SV Gössendorf alvorens ze vanaf 2015 voor Sturm Graz uitkwam. In 2018 werd ze aanvoerder van de club uit haar geboortestad. In de zomer van 2020 maakte Degen een transfer naar het Duitse TSG 1899 Hoffenheim. Tegelijkertijd studeerde ze psychologie aan de Ruprecht-Karls-universiteit in Heidelberg. Na twee jaar bij Hoffenheim ging ze in 2022 een dienstverband aan bij competitiegenoot 1. FC Köln. Ze tekende een contract tot 30 juni 2024, die in januari 2024 werd verlengd tot 30 juni 2026. In augustus 2024 werd ze benoemd tot nieuwe aanvoerster van 1. FC Köln.

## Statistieken
| Seizoen | Club                   | Land      | Competitie        | Wedstrijden | Doelpunten |
| ------- | ---------------------- | --------- | ----------------- | ----------- | ---------- |
| 2020/21 | TSG 1899 Hoffenheim II | Duitsland | Tweede Bundesliga | 5           | 0          |
| 2021/22 | TSG 1899 Hoffenheim II | Duitsland | Tweede Bundesliga | 4           | 1          |
| 2020/21 | TSG 1899 Hoffenheim    | Duitsland | Bundesliga        | 5           | 0          |
| 2021/22 | TSG 1899 Hoffenheim    | Duitsland | Bundesliga        | 9           | 1          |
| 2022/23 | 1. FC Köln             | Duitsland | Bundesliga        | 14          | 0          |
| 2023/24 | 1. FC Köln             | Duitsland | Bundesliga        | 17          | 1          |
| 2024/25 | 1. FC Köln             | Duitsland | Bundesliga        | 6           | 1          |
| Totaal  | Totaal                 | Totaal    | Totaal            | 66          | 4          |

Laatste update: 6 april 2025

## Interlandcarrière
Degen maakte haar debuut voor het Oostenrijkse nationale team op 30 november 2021 in een 0-8 uitoverwinning op Luxemburg tijdens de WK 2023 kwalificatiereeks. Ze maakte haar eerste interlanddoelpunt op 12 april 2022 in dezelfde kwalificatiereeks tegen Letland. Degen werd datzelfde jaar door bondscoach Emma Fuhrmann opgenomen in haar selectie voor het EK 2022.